# Bogdana, Bacău
Bogdana este un sat în comuna Ștefan cel Mare din județul Bacău, Moldova, România. La recensământul din 2002 avea o populație de 610 locuitori.

## Vezi și
- Biserica de lemn din Mănăstirea Bogdana